# Чапля галапагоська
Чапля галапагоська (Butorides sundevalli) —  лелекоподібних птахів родини чаплевих (Ardeidae). Вид названо на честь шведського зоолога Карла Якоба Сундеваля.

## Поширення
Ендемік Галапагоських островів.

## Опис
Це маленька чапля завдовжки 35 см і розмахом крил 63 см. Вага: від 193 до 235 г.
Вид має дві морфи. Більшість поширених на Галапагоських островах чапель забарвлені в темний колір з блакитно-сірим чубчиком, що є дуже незвичайним забарвленням оперення серед квак. Інші чаплі, що поширені на Галапагоських островах, мають сіре забарвлення оперення, яке характерне для підвиду зеленої квакви, що мешкає в Південній Америці. Довгі смуги у цієї світлішої морфи бурі.